# Henry Murger

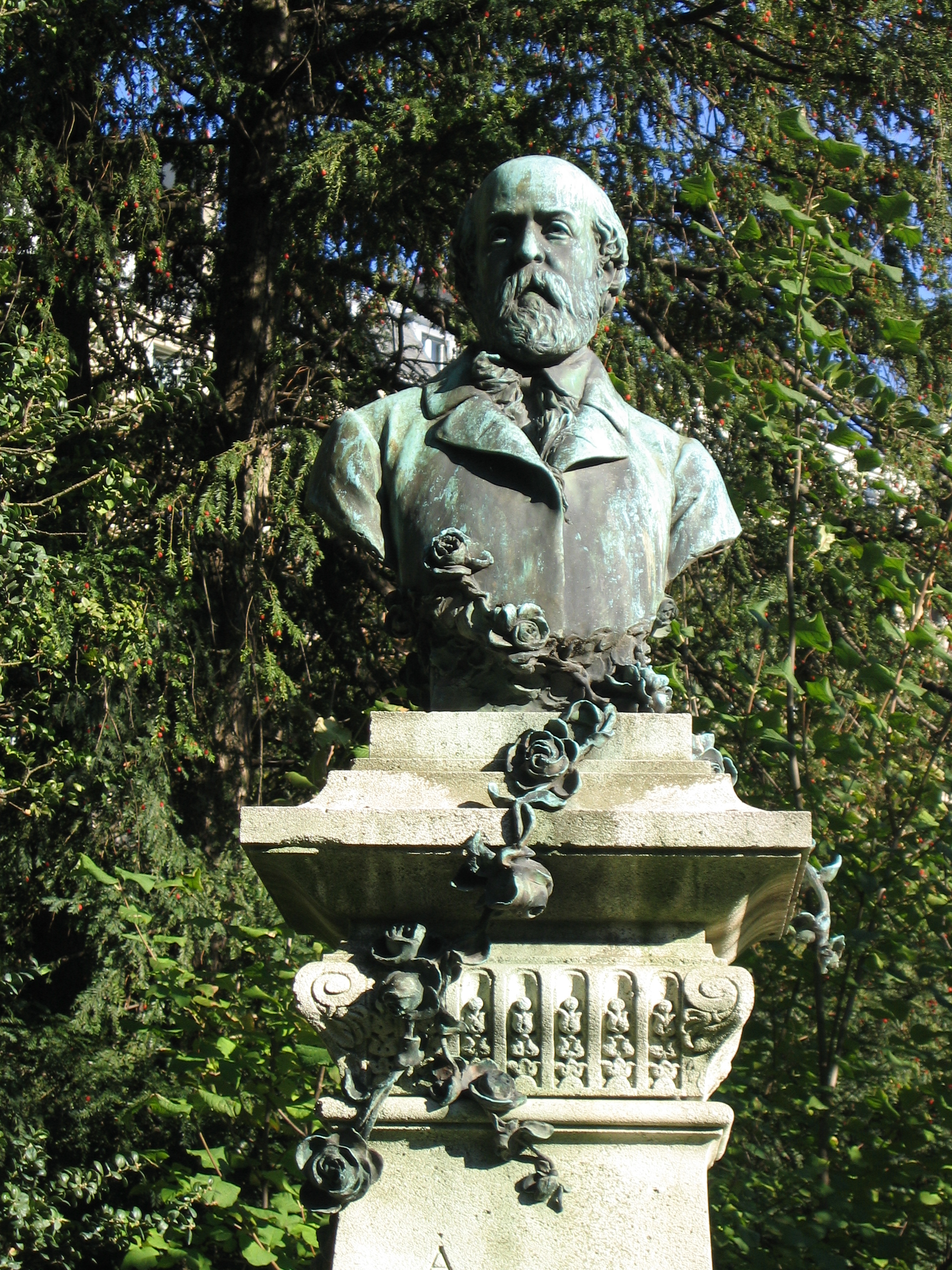
Henri-Théophile Bouillon
Monument à Henry Murger (1895, détail), Paris, jardin du Luxembourg.

Henry Murger est un écrivain français né le 27 mars 1822 à Paris et mort le 28 janvier 1861 à Paris.

## Biographie
Fils d'un concierge-tailleur et d'une ouvrière, Louis Henry Murger passe sa jeunesse parmi les « Buveurs d'Eau » (car n'ayant pas assez d'argent pour s'offrir une autre boisson au comptoir), un groupe d'artistes-bohémiens du Quartier latin que fréquentera notamment le photographe Nadar.
Ami avec les grands noms de la littérature, il connaîtra la célébrité en publiant les Scènes de la vie de bohème, un feuilleton de l'école réaliste dans lequel il met en scène ses amis, comme Schanne, sous des noms les masquant à peine.
Les frères Goncourt, dont il fut également un ami, en font un portrait acide dans leur Journal le 27 décembre 1857 : « C'est merveilleux, la maladie utérine de Murger pour la femme, le besoin qu'il éprouve de se frotter à une de ses peaux, de coucher sa muse erotico-lymphatique dans le giron d'une salope. Ne trouvant personne pour aller au bordel, il s'enfuit au foyer des Variétés. C'est étonnant comme cette intelligence n'est faite pour aucun des plaisirs sérieux de l'intelligence, ni les goûte ni les sent et est dépaysée dans une conversation un peu haute, comme une convive de goguette dans un dîner diplomatique. »
Le compositeur italien Giacomo Puccini en a tiré son opéra La Bohème, en 1896, ainsi que Ruggiero Leoncavallo en 1897. Marcel L'Herbier l'a porté au cinéma en 1945 : La vie de bohème, ainsi qu'Aki Kaurismaki en 1992 sous le même titre.
Secrétaire du comte Tolstoï, collaborateur de différentes revues littéraires dont la Revue des deux Mondes, il fut un auteur dramatique à succès.
Ballades et fantaisies (1854) et Les Nuits d'hiver (1861) sont ses deux recueils de poésie. L'un de ses compères, Théodore de Banville, célèbre les héroïnes de Murger par un poème tout simplement intitulé À Henri Murger (Odelettes, 1856).
Henry Murger est mort à la maison de santé municipale à Paris, 10e (hôpital Fernand-Widal), dite Maison Dubois le 29 janvier 1861. Il est inhumé au cimetière Montmartre (division 5). La statue de pierre qui orne sa sépulture, et qui représente la Jeunesse laissant tomber des roses sur le tombeau, est l'œuvre d’Aimé Millet.
Un monument lui rend hommage dans le jardin du Luxembourg, réalisé par Henri-Théophile Bouillon.

## Œuvres
- Scènes de la vie de bohème (1847-49)
- Scènes de la vie de jeunesse (1851)
- Le Pays latin (1851)[6]
- Le Bonhomme Jadis (1852)
- Madame Olympe (1852)
- Les Vacances de Camille (1852)
- Le Dernier rendez-vous (1852)
- Adeline Protat (1853)
- Les Buveurs d'eau (1854)
- Scènes de campagne (1854)
- Ballades et Fantaisies (1854)
- Scènes de la vie de jeunesse (1855)
- Le Dessous du panier (1855)
- Propos de ville et propos de théâtre (1856)
- Le Roman de toutes les femmes (1857)
- Scènes de la vie de campagne (1857)
- Le Sabot rouge (1860)
- Le Serment d'Horace (1861)
- Les Nuits d’hiver (1861)
- Le Roman d'un capucin (1868)
- Le Souper des funérailles (1873)
- Les Roueries d'une ingénue (1874)

## Distinction
Chevalier de la Légion d'honneur en 1858.